# 白山神社 (飛騨市河合町新名)
白山神社（はくさんじんじゃ）は、岐阜県飛騨市河合町新名（吉城郡河合村大字新名）にある神社（白山神社）。

## 概要
創建時期は不詳。一説では牛丸元重（牛丸氏）が創建したという。明応三年（1494年）に現在地に移転する。その後白山三神を合祀する。
1970年（昭和45年）に鈿女神社、白山神社などを合祀。1975年（昭和50年）岐阜県神社庁より銀幣社の指定を受ける。

## 主祭神
- 伊邪那美神

## 相殿
- 天鈿女神
- 天照大神
- 栗原大神
- 諏訪大神
- 国作大神
- 八幡神
- 丹生津比売神
- 菊理姫命
- 伊邪那岐命
- 後醍醐天皇

## 文化財
- 白山神社の狛犬 - 1967年（昭和42年）2月1日に河合村の有形文化財（飛騨市発足後は飛騨市の有形文化財）に指定されている[3]。

## 天然記念物
- 白山神社のトチノキ

推定樹齢600年のトチノキ。1967年（昭和42年）6月14日、岐阜県の天然記念物に指定される。